# Blue Demon
Blue Demon właśc. Alejandro Muñoz Moreno (ur. 24 kwietnia 1922, zm. 16 grudnia 2000) – meksykański luchador i aktor filmowy.
W 1953 roku wziął udział w walce wieczoru CMLL Anniversary Show, gdzie pokonał El Santo.
12 razy kładł na szali swoją maskę, której nigdy nie stracił. Jego finisher to Octopus hold.

## Osiągnięcia
- Empresa Mexicana de Lucha Libre
  - Mexican National Tag Team Championship (1 raz) – z Black Shadowem
  - Mexican National Welterweight Championship (3 razy)
  - NWA World Welterweight Championship (2 razy)
- Wrestling Observer Newsletter
  - Wrestling Observer Newsletter Hall of Fame (wprowadzony w 1996 roku)

## Filmografia
1961
- Asesinos de la Lucha Libre (hiszp. Zabójcy wrestlingu), cameo
- Furia en el Ring (hiszp. Furia w ringu), cameo

1964
- Blue Demon (hiszp. Niebieski Demon)[2]
- Blue Demon contra el poder satánico (hiszp. Blue Demon vs szatańska siła)[2]

1966
- Blue Demon en la sombra del murciélago (hiszp. Blue Demon w cieniu nietoperza)[2]
- Blue Demon contra las aranas infernales (hiszp. Blue Demon vs piekielne pająki)[2]
- Blue Demon contra cerebros infernales (hiszp. Blue Demon vs The piekielne mózgi)[2], pierwszy kolorowy film Blue Demona
- Blue Demon contra las diabólicas (hiszp. Blue Demon vs diabelne kobiety)[2]

1967
- Blue Demon destructor de espías (hiszp. Blue Demon- pogromca szpiegów)[2]
- Blue Demon en pasaporte à la muerte (hiszp. Blue Demon w Paszporcie Śmierci)[2]

1968
- Blue Demon contra las invasoras (hiszp. Blue Demon vs. Kobiety-najeźdźcy)[2]

1969
- Santo contra Blue Demon en la Atlántida (hiszp. Santo vs Blue Demon w Atlantydzie)[2]
- Santo y Blue Demon contra los monstruos (hiszp. Santo i Blue Demon vs potwory)[2]
- Santo y Blue Demon en „El Mundo de los Muertos”  (hiszp. Santo i Blue Demon w Świecie Śmierci)[2]

1970
- Las momias de Guanajuato (hiszp. Mumie Guanajuato)[2]
- Los campeones justicieros (hiszp. Mistrzowie sprawiedliwości)[2]

1971
- Blue Demon y Zovek en „La invasión de los muertos” (hiszp. Blue Demon i Zovek w Inwazji Śmierci)[2]

1972
- Blue Demon en „La noche de la muerte” (hiszp. Blue Demon w Nocy Śmierci)[2]
- Blue Demon en „La mafia amarilla” (hiszp. Blue Demon w Żółtej Mafii)[2]
- Vuelven los campeones justicieros (hiszp. Powrót mistrzów sprawiedliwości)[2]
- Santo y Blue Demon contra Drácula y el Hombre Lobo (hiszp. Santo i Blue Demon vs Dracula i Wolfman)[2]
- Santo y Blue Demon en „Las bestias del terror” (hiszp. Santo i Blue Demon w Bestiach Terroru)[2]

1973
- El triunfo de los campeones justicieros (hiszp. Zwycięstwo mistrzów sprawiedliwości)[2]
- Santo y Blue Demon contra el doctor Frankenstein (hiszp. Santo i Blue Demon vs Dr. Frankenstein)[2]

1974
- Blue Demon en „El hijo de Alma Grande” (hiszp. Blue Demon i Syn Alma Grande)[2]

1975
- La mansion de las siete momias (hiszp. Dom siedmiu mumii)[2]

1977
- Misterio en las Bermudas (hiszp. Tajemnica Bermudów)[2]

1989
- Blue Demon, el campeón (hiszp. Blue Demon, mistrz), film dokumentarny